# Ryan Mathews
(en) Statistiques sur pro-football-reference
Ryan J. Mathews, né le 10 octobre 1987 à Riverside (Californie), est un joueur américain de football américain évoluant au poste de running back.

## Biographie
Étudiant à l'Université d'État de Californie à Fresno, il joua pour les Bulldogs de Fresno State.
Il est drafté en 2010 à la 12e place par les Chargers de San Diego.
En mars 2015, il signe aux Eagles de Philadelphie.